# 超級星光大道 (第五屆)
《超級星光大道5》，是台灣電視歌唱選秀節目《超級星光大道》的第五屆賽事，合作單位是華研國際音樂，2009年4月3日起每星期五晚間10時至12時（台灣時間）於中視無線台播出。

## 概況
2009年4月3日開始的《超級星光大道》第五屆賽事，合作單位是華研國際音樂，選手陣容以百人初選淘汰賽的方式進行，前四屆的主持人陶晶瑩歸隊主持工作。
初賽參賽者的甄選資格曾一度要求為25歲以下，後來取消此限制。另外，初賽參賽者必須具備舞蹈才藝，並在2009年2月21日及2月22日及3月14日三天在台灣舉辦大型戶外甄選會，分別於高雄大遠百、台中中友百貨、台北中視大樓。另外，在擴大到校園甄選方面，在3月4日、3月10日、3月11日三天分別於花蓮東華大學、臺北文化大學、臺中東海大學三所大學舉辦大專校園甄選。比賽內容則與前四屆雷同，其中，第一屆PK者陳浩偉（當時以組合StyLe為名），第二屆曾經拿過13名的參賽者李繶蒨，第三屆參賽者張豪，及第四屆PK者胡采書、古孟、高慧茹及張力仁，第四屆曾經拿過21名的參者王凱婷二度報名參加。
2009年7月24日《超級星光大道》（學長姊合唱賽）節目播出，第一次邀請到四屆拿下總冠軍的參賽者同台，蒞臨星光五班指教。並在節目結束後，首次在yam天空採用觀眾投票方式，在2009年7月31日晚上22：00為止，投票結果，票數最低的三位參賽者一位淘汰，產生星光五班終極十強，現場Live。（也是五屆以來非冠軍賽直播）。
2009年8月8日因受到第八號颱風莫拉克襲捲南台灣地區之原故，使得8月14日《超級星光大道》停播一次，8月14日改播《把愛傳出去》節目。（也是北京奧運之後第一次停播）。
2009年8月19日（週五）第五屆賽事，再次在yam天空觀眾投票方式，選出第五屆冠軍。
2009年10月9日《超級星光大道》進行總冠軍決賽。

## 賽程紀錄
| 集數 | 首播日期   | 收視率 | 比賽主題                              | 被淘汰者／備註                                                                                   |
| --- | ---------- | ------ | ------------------------------------- | ------------------------------------------------------------------------------------------------ |
| 01 | 2009/04/03 | 2.78   | 起點：百人初選（上）                  | －                                                                                               |
| - 本季片頭維持原有風格，僅新增上屆十強選手的個人宣傳照。 - 第五屆的百人初選，由賽前舉行的甄選會及通訊報名者中選出145位參賽者。 - 開場表演： - 開場表演藝人：〈依上場順序〉徐佳瑩〈三1〉、康禎庭〈四4〉、張心傑〈四2〉、方宥心〈四1〉、林鴻鳴〈四3〉、黃靖倫〈三6〉、孫碧娜〈四6〉、吳勇濱〈四10〉、陶晶瑩。 - 徐佳瑩（瘸鳥/陶晶瑩）。 - 康禎庭（太委屈/陶晶瑩）。 - 張心傑（離開我/陶晶瑩）。 - 方宥心（女人心事/陶晶瑩）。 - 林鴻鳴（愛缺/陶晶瑩）。 - 黃靖倫（年紀大了一點/陶晶瑩）。 - 徐佳瑩+康禎庭+方宥心+孫碧娜+吳勇濱+張心傑+林鴻鳴+黃靖倫（姐姐妹妹站起來/陶晶瑩）。 - 節目主持人陶晶瑩產後回來主持節目，星光三、四班選手藝人歡迎其回家。 - 本次評審：袁惟仁、黃韻玲、鄭建國、康康、杜德偉、陳婉若 - 比賽規則：比賽分為兩階段，第一階段參賽者演唱拿手歌曲，第二階段為加分題賽。六位評審各有一個╳牌，若獲得三個╳以上則失敗，五個╳以上直接淘汰，無加分題資格。 - 未過關：蔡思涵（不要亂說/張惠妹）、郭文瀚（One night only/Dream girls）、李冠志（這該死的愛/楊培安）、古孟杰（海闊天空/Beyond）、馬詠恩（領悟/辛曉琪）、曾宇廷（情書/范逸臣）、陳建翰（愛愛/曹格）、田孝龍（讓你媽媽new一下/庾澄慶）、陳曉恩（同手同腳/溫嵐）、……。 - 加分題機會：古孟杰（Sexbomb/Tom Jones）、譚羨波（至少還有你/林憶蓮）、曾曉微（愛的比較深/陳淑樺）、……。 - 過關：李遠（難得/A-Lin黃麗玲）、徐詠琳（最幸福的事/梁文音）、王芊樺（Leave/郭靜）、李宇（Loving You/李崗霖）、張豪（不完美/李玖哲）、宋本雯（愛回溫/溫嵐）、王璿（四季/A-Lin黃麗玲）、汪永俊（彩虹/紀曉君）、黃仰崙（陌生人/蔡健雅）、鍾依芹（沒那麼愛他/范瑋琪）、陳浩偉（沉默玩具/曹格）、李繶蒨（Daddy's little girl/蕭瀟）、林佳儒（永遠等待/順子）、汪錫麟（現在的你/庭竹）、曾聖富（緩慢/林曉培）、林育澤（祝我生日快樂/溫嵐）、孫自佑（愛如潮水/張信哲）、……。 - 比賽結果：有73人參賽，有24位選手直接過關，有14位選手直接淘汰，有35位選手有加分題的機會；而35位選手中，有12位幸運兒加分過關；在73位選手中，有36位選手過關，其餘37位選手確定淘汰。 |            |        |                                       |                                                                                                  |
| 02 | 2009/04/10 | 2.29   | 起點續章：百人初選（下）              | －                                                                                               |
| - 本次評審：袁惟仁、黃韻玲、鄭建國、康康、杜德偉、陳婉若 - 比賽規則：比賽分為兩階段，第一階段參賽者演唱拿手歌曲，第二階段為加分題賽。六位評審各有一個╳牌，若獲得三個╳以上則失敗，五個╳以上直接淘汰，無加分題資格。 - 中場表演：陶晶瑩（那一夜你喝了酒/陳淑樺）。 - 未過關：吳均凡（陽光宅男/周杰倫）、吳心芸（理想情人/楊丞琳）、林偉婷（相對無言/蕭亞軒）、謝亞倫（解脫/李玖哲）、杜彥陞（雨和眼淚/四分衛）、林明憲（位置/A-Lin黃麗玲）、周殷廷（我會好好過/李玖哲）、……。 - 加分題機會：楊家芸（征服/那英）、梁曉珺（Get mine get yours/Christina Aguilera）、林偉婷（walking by myself/Jimmie Rodgers）、田品翔（那女孩愛過我/李崗霖）、謝亞倫（瑪雅的彩虹/不浪尤幹）、……。 - 過關：榮忠豪（愛愛愛/方大同）、陳芝薇（當你離開的時候/蔡健雅）、吳薇（認真/張惠妹）、陳彥允（末日之戀/張智成）、劉明湘（原來你什麼都不要/張惠妹）、黃欣偉（看我72變/蔡依林）、沈又中（水藍色眼淚/張惠妹）、王姵樺（回味/彭佳慧）、張南生（想太多/李玖哲）、王凱婷（荒唐/A-Lin黃麗玲）、賴珮如（偏見/梁詠琪）、陳映璇（如果有一天/梁靜茹）、李俊佑（我的麥克風/潘瑋柏）、杜彩蓮（You make me free/張惠妹）、林傑穎（當/動力火車）、胡采書（愛請問怎麼走/A-Lin黃麗玲）、林若盈（Fly away/梁靜茹）、巴念祖（重傷的汗水/動力火車）、林宜均（不公平/Jenny Yang）、楊駿文（春泥/庾澄慶）、……。 - 比賽結果：有72人參賽，有26位選手直接過關，有5位選手直接淘汰，有41位選手有加分題的機會；而在41位選手中，有11位選手加分過關；在72位選手中，有37位選手過關，有35位選手被淘汰；上下集合計73位參賽者晉級。 |            |        |                                       |                                                                                                  |
| 03 | 2009/04/17 | 2.25   | 逆境：三汰一抗壓賽                    | 李亦捷、杜彩蓮、魯佳藝、王凱婷、郭志翔、陳曉恩、 余尚丞、江夢芃、鍾恩綺、林傑穎、田品翔、馬詠恩  |
| - 張宇在第三屆宣佈離開評審團後，首次回歸評審行列。 - 本次評審：陳子鴻、杜德偉、黃韻玲、袁惟仁、張宇 - 比賽規則：每組三人參賽，每人演唱一首拿手歌曲，唱完後，由評審決定進入失敗區人選；最後，由評審從失敗區中，決定淘汰人選。 - 第一組： - 李亦捷（曖昧/楊丞琳）。〈進入失敗區〉 〈入圍第47屆金馬獎最佳新演員獎〉 - 楊家芸（又不是非要你的愛/林曉培）。 - 王姵樺（證據/楊乃文）。 - 第二組： - 謝亞倫（我不會唱歌/羅志祥）。〈進入失敗區〉 - 杜彩蓮（故鄉普悠瑪/紀曉君）。〈進入失敗區〉 - 譚羨波（凌晨三點鐘/張智成）。 - 第三組： - 魯佳藝（快樂為主/許慧欣）。〈進入失敗區〉 - 王凱婷（吻/蕭亞軒）。〈進入失敗區〉 - 陳彥允（影子/李玖哲）。〈進入失敗區〉 - 第四組： - 陳映璇（再聽一次/李玟）。 - 郭志翔（想哭就到我懷裡哭/庾澄慶）。〈進入失敗區〉 - 張豪（白紙/王力宏）。 - 第五組： - 陳曉恩（當你/王心凌）。〈進入失敗區〉 - 余尚丞（預感/陳奕迅）。〈進入失敗區〉 - 吳薇（傻孩子/閻韋伶）。 - 第六組： - 江夢芃（愛什麼稀罕/張惠妹）。〈進入失敗區〉 - 鍾恩綺（本來/同恩）。〈進入失敗區〉 - 黃抑崙（偏見/梁詠琪）。〈進入失敗區〉 - 第七組： - 吳心芸（遇上愛/楊丞琳）。〈進入失敗區〉 - 汪永俊（戒不掉/庾澄慶）。 - 王芊樺（你要的愛/戴佩妮）。 - 第八組： - 方平（剪愛/張惠妹）。 - 陳彧徵（沙灘/陶喆）。〈進入失敗區〉 - 楊駿文（狼/齊秦）。 - 第九組： - 尤珮珊（不變的諾言/李玟）。 - 林育澤（兵變/康晉榮）。 - 汪錫麟（男人的錯/陳奕迅）。〈進入失敗區〉 - 第十組： - 林傑穎（趁早/張宇）。〈進入失敗區〉 - 宋本雯（給我重新愛你的機會/蕭亞軒）。 - 田品翔（親愛的你在哪裡/袁耀發）。〈進入失敗區〉 - 第十一組： - 高宇威（等待是愛情的一種方式/余憲忠）。〈進入失敗區〉 - 曾梓淞（傘下/張宇）。 - 梁曉珺（Time to say goodbye/張惠妹）。 - 中場表演：曾梓淞+張宇（曲終人散/張宇）。 - 第十二組： - 馬詠恩（小河之歌/沈文程）。〈進入失敗區〉 - 戴嘉雯（孤單芭蕾/許慧欣）。 - 孫自佑（咖啡/張學友）。 - 被評審救回：謝亞倫被評審袁惟仁救回、汪錫麟被評審袁惟仁救回、黃仰崙被評審黃韻玲救回、吳心芸被評審黃韻玲救回、陳彧徵被評審張宇救回、陳彥允被評審杜德偉救回、高宇威被評審陳子鴻救回。 - 比賽結果：有36人參賽，有17位選手過關，當中19位選手進入失敗區；在19位選手中，有7位選手被甫審救回；有12人被淘汰，共24位選手晉級。 |            |        |                                       |                                                                                                  |
| 04 | 2009/04/24 | 1.97   | 逆境續章：三汰一抗壓賽                | 黃安琪、伍培欣、辜婉蓉、林聖祈、 沈又中、施佳玫、張南生、曾曉微                                  |
| - 本次評審：陳子鴻、杜德偉、黃韻玲、袁惟仁、張宇 - 比賽規則：每組三人參賽，每人演唱一首拿手歌曲，唱完後，由評審決定進入失敗區人選；最後，由評審從失敗區中，決定淘汰人選。 - 第一組： - 李俊佑（自由/李心潔）。 - 林佳儒（真實/張惠妹）。 - 黃安琪（幸福氧氣/卓文萱）。〈進入失敗區〉 - 第二組： - 范實恆（位置/A-Lin黃麗玲）。 - 賴珮如（雙棲動物/蔡健雅）。 - 蘇映陵（我不想知道她是誰/蔡詩蕓）。〈進入失敗區〉 - 第三組： - 黃欣偉（歌手與模特兒/方大同）。 - 李遠（冷戰/楊丞琳）。 - 高慧茹（睡了嗎/黃品源）。 - 第四組： - 胡采書（愛情傀儡/巫啟賢）。 - 姚西夢（真情人/李玟）。〈進入失敗區〉 - 伍培欣（愛了就知道/戴愛玲）。〈進入失敗區〉 - 第五組： - 李繶蒨（愛的城堡/卓文萱）。 - 劉明湘（不要騙我/張惠妹）。〈進入失敗區〉 - 鍾依芹（沒有菸抽的日子/張惠妹）。 〈2011、2018榮獲第46、53屆金鐘獎兒童少年節目主持人獎〉 - 第六組： - 陳芝薇（Free/張玉華）。〈進入失敗區〉 - 辜婉蓉（知道/張惠妹）。〈進入失敗區〉 - 林宜均（我的愛/孫燕姿）。 - 第七組： - 林聖祈（至少還有你/林憶蓮）。〈進入失敗區〉 - 沈又中（帶我走/楊丞琳）。〈進入失敗區〉 - 榮忠豪（下雨天/南拳媽媽）。 - 第八組： - 黃忠聖（一千年以後/林俊傑）。 - 張祠毓（你是愛我的/張惠妹）。 - 林若盈（手心/卓文萱）。〈進入失敗區〉 - 第九組： - 施佳玫（無言花/江蕙）。〈進入失敗區〉 - 王 璿（夜夜夜夜/梁靜茹）。〈進入失敗區〉 - 巴念祖（Kiss Goodbye/王力宏）。 - 第十組： - 張南生（給我你的愛/Tank）。〈進入失敗區〉 - 曾曉微（我可以抱你嗎/張惠妹）。〈進入失敗區〉 - 李宇（如果你聽見我的歌/王力宏）。 - 第十一組： - 陳泓誌（後來才知道/張智成）。 - 徐詠琳（PS我愛你/A-Lin黃麗玲）。 - 沈瑋琦（Bad Boy/張惠妹）。 - 第十二組： - 古孟（葉子/阿桑）。 - 胡學芬（認真的女人最美麗/高慧君）。 - 張力仁（Forever Love/王力宏）。 - 陳浩偉（告解/祝釩剛）。 - 被評審救回：王璿被評審陳子鴻救回、劉明湘被評審杜德偉救回、陳芝薇被評審張宇救回、蘇映陵被評審黃韻玲救回、姚西夢被評審袁惟仁救回、林若盈被評審袁惟仁救回。 - 比賽結果：有37人參賽，有23位選手過關，當中14位選手進入失敗區；在14位選手中，有6位選手被評審救回；有8位選手被淘汰，共29位選手晉級；上下集合計53位參賽者晉級。 |            |        |                                       |                                                                                                  |
| 05 | 2009/05/01 | 1.98   | 事實：人氣考驗賽                      | 王芊樺、黃忠聖、陳泓誌、方平、 榮忠豪、賴珮如、沈瑋琦、宋本雯、李繶蒨                            |
| - 林宜均因私人因素而退賽。 - 本次評審：陳子鴻、杜德偉、康康、黃韻玲、袁惟仁 - 比賽規則：五位評審投每位選手1到5票，請260位人氣評審團，每人投1票給選手，後來選手人氣票數最低則被淘汰。 - 尤珮珊（口袋的天空/張韶涵）。 - 陳泓誌（心如刀割/張學友）。 - 張力仁（衝動/動力火車）。 - 沈瑋琦（後來/劉若英）。 - 古孟（有多少愛可以重來/迪克牛仔）。 - 方平（Always on my mind/Willie Nelson）。 - 張豪（Dear Friend/順子）。 - 吳薇（是否/孫嫣然）。 - 陳彧徵（3 7 20 1/曹格）。 - 李繶蒨（雨後/張韶涵）。 - 汪永俊（想家/卓文萱）。 - 劉明湘（Reflection/Christina Aguilera）。 - 中場表演：陶晶瑩（不只是朋友/黃小琥）。 - 陳浩偉（真的愛 愛過你/孫嫣然）。 - 吳心芸（小手拉大手/梁靜茹）。 - 巴念祖（害怕/林俊傑）。 - 榮忠豪（大城小愛/王力宏）。 - 鍾依芹（下一個天亮/郭靜）。 〈2011、2018榮獲第46、53屆金鐘獎兒童少年節目主持人獎〉 - 黃忠聖（等到天晴 離開妳/范逸臣）。 - 宋本雯（捨不得你/鄭秀文）。 - 王姵樺（小情歌/蘇打綠）。 - 王芊樺（Cappuccino/蕭亞軒）。 - 汪錫麟（愛太痛/吳克群）。 - 楊家芸（愛你無條件/黃乙玲）。 - 李宇（圍牆/李玖哲）。 - 賴珮如（還是會寂寞/陳綺貞）。 - 孫自佑（Against all odds/菲爾柯林斯）。 - 人氣王：孫自佑〈48票〉、李宇〈45票〉、劉明湘〈32票〉。 - 被評審救回：贊薇、鍾依芹。 - 比賽結果：有26人參賽，有15位選手過關，有11位選手淘汰；在11位選手中，有2位選手被評審救回；有9位選手被淘汰，共17位選手晉級。 |            |        |                                       |                                                                                                  |
| 06 | 2009/05/08 | 1.77   | 事實續章：人氣考驗賽                  | 林佳儒、謝亞倫、胡學芬、范實恆、 戴嘉雯、姚西夢、李遠、高宇威、黃欣偉                            |
| - 考量片頭時長，自本集起僅保留歷屆前五強選手的個人宣傳照片。 - 本次評審：陳子鴻、杜德偉、康康、黃韻玲、袁惟仁 - 比賽規則：五位評審投每位選手1到5票，請200位人氣評審團，每人投1票給選手，後來選手人氣票數最低則被淘汰。 - 陳映璇（對愛渴望/楊宗緯）。 - 黃欣偉（只要你快樂/汪佩蓉）。 - 范實恆（別怕我傷心/張信哲）。 - 王璿（Love/蕭亞軒）。 - 陳彥允（你不在/王力宏）。 - 姚西夢（怕你不了解/柯以敏）。 - 林育澤（我等到花兒也謝了/張學友）。 - 胡學芬（不愛你/阿爆+Brandy）。 - 謝亞倫（不完整的旋律/王力宏）。 - 林佳儒（在你和天空之間/趙之璧）。 - 胡采書（不會消失的夜晚/信樂團）。 - 高慧茹（愛的就是你/王力宏）。 - 黃仰崙（那又怎麼樣呢/張玉華）。 - 張祠毓（坦白/袁惟仁）。 - 中場表演：袁惟仁（坦白/袁惟仁）。 - 徐詠琳（Lydia/F.I.R）。 - 李俊佑（殺手/林俊傑）。 - 陳芝薇（給我多少時間/莫文蔚）。 - 譚羨波（回到過去/周杰倫）。 - 李遠（離不開他/溫嵐）。 - 蘇映陵（This is/林曉培）。 - 戴嘉雯（海盜/蔡依林）。 - 高宇威（純真/五月天）。 - 林若盈（May I Love You/張智成）。 - 楊駿文（白天不懂夜的黑/那英）。 - 梁曉珺（Beautiful/克莉絲汀）。 - 曾梓淞（殘酷的溫柔/黃小琥）。 - 人氣王：徐詠琳〈40票〉、楊駿文〈37票〉、梁曉珺〈27票〉。 - 被評審救回：陳映璇。 - 比賽結果：有26人參賽，有16位選手過關，有10位選手淘汰；在10位選手中，有1位選手被評審救回；有9位選手被淘汰，共17位選手晉級；上下集合計34位參賽者晉級。 |            |        |                                       |                                                                                                  |
| 07 | 2009/05/15 | 1.84   | 潛質：明星潛質評斷賽                  | 尤珮珊、陳彧徵、蘇映陵、楊家芸、 巴念祖、汪永俊、李俊佑、譚羨波                                  |
| - 有兩位選手高慧茹、張力仁都因個人因素退賽。 - 本次評審：陳子鴻、杜德偉、康康、黃韻玲、袁惟仁 - 比賽規則：五位評審有5分，給每位選手1到5分，以按鈕給分式呈現，請70位資深媒體人，每人可投1分給選手，相加選手分數未達50分則被淘汰。 - 尤珮珊（誠實地想你/郭采潔）24分。 - 鍾依芹（做我自己/A-Lin黃麗玲）71分。 〈2011、2018榮獲第46、53屆金鐘獎兒童少年節目主持人獎〉 - 陳彧徵（我真的受傷了/張學友）28分。 - 古孟（別讓我心疼/鄭中基）67分。 - 張豪（I Believe/陶喆）82分。 - 吳薇（愛要有你才完美/那英）83分。 - 汪錫麟（用盡一生的愛/張克帆）66分。 - 林育澤（落葉歸根/王力宏）79分。 - 蘇映陵（防空洞/戴佩妮）。 - 楊家芸（累格/戴愛玲）。 - 李俊佑（下半輩子/陳小春）。 - 譚羨波（斷點/張敬軒）。 - 汪永俊（可惜不是你/梁靜茹）34分。 - 巴念祖（壞人/方炯鑌）28分。 - 陳浩偉（奪標/甄妮）88分。 - 胡采書（真心/葉蒨文）78分。 - 曾梓淞（我若不曾愛過你/動力火車）65分。 - 劉明湘（甜言蜜語/張惠妹）53分。 - 張祠毓（你好不好/張惠妹）70分。 - 陳芝薇（然後怎樣/陳奕迅）57分。 - 林若盈（我是不是你最疼愛的人/潘越雲）51分。 - 吳心芸（好聽/許茹芸）69分。 - 陳彥允（凍結/林俊傑）56分。 - 梁曉珺（站在高崗上/張惠妹）81分。 - 王璿（口袋/溫嵐）67分。 - 黃仰崙（給未來的自己/梁靜茹）51分。 - 徐詠琳（到不了/范瑋琪）72分。 - 李宇（不讓我的眼淚陪我過夜/齊秦）73分。 - 楊駿文（讓/楊宗緯）84分。 - 王姵樺（氧氣/范曉萱）50分。 - 陳映璇（很好/孫燕姿）59分。 - 孫自佑（愛情釀的酒/紅螞蟻合唱團）82分。 - 本集最高分的3位參賽者：陳浩偉88分、楊駿文84分、贊薇83分。 - 比賽結果：有32人參賽，有8位選手淘汰，共24位選手晉級。 |            |        |                                       |                                                                                                  |
| 08 | 2009/05/22 | 2.03   | 並肩：組曲合作賽                      | 陳芝薇、黃仰崙                                                                                   |
| - 本次評審：陳子鴻、張宇、黃韻玲、袁惟仁、戴佩妮 - 比賽規則：參賽者三人一組，以組曲的方式進行演出，考驗三人之間的團隊默契，獲得評審15分以上者過關，反之則進入失敗區，本集預計淘汰兩人。 - 第一組：〈MVP〉9分 - 黃仰崙（青蘋果樂園/小虎隊）。 - 王璿（Survivor/真命天女）。 - 林若盈（Super Star/S.H.E）。 - 第二組：〈黑白配〉15分 - 王姵樺（天天想你/張雨生）。 - 汪錫麟（親密愛人/梅艷芳）。 - 張祠毓（機場/薛岳）。 - 第三組：〈蠟筆甜心〉15分 - 吳心芸（快一點/郭采潔）。 - 吳薇（我要飛/F.I.R）。 - 徐詠琳（Complicated/艾薇兒）。 - 吳心芸+吳薇+徐詠琳（愛死你/莫文蔚+柯有綸）。 - 第四組：〈天啊！好俊俏〉15分 - 張豪（我愛你/盧廣仲）。 - 李宇（在每一秒裡都想見到你/王力宏）。 - 梁曉珺（你的微笑/F.I.R）。 - 張豪+李宇+梁曉珺（我愛你/盧廣仲）。 - 第五組：〈中視氣象台〉14分 - 陳芝薇（陰天/莫文蔚）。 - 鍾依芹（雨的旋律/鳳飛飛）。 〈2011、2018榮獲第46、53屆金鐘獎兒童少年節目主持人獎〉 - 陳浩偉（夏天的浪花/張惠妹）。 - 中場表演：張宇+黃韻玲+袁惟仁（夏天的浪花/張惠妹）。 - 第六組：〈總匯三明治〉18分 - 劉明湘（New York New York/法蘭克辛納屈）。 - 林育澤（志明與春嬌/五月天）。 - 胡采書（那魯灣情歌/張惠妹）。 - 劉明湘+林育澤+胡采書（完美的互動/王力宏）。 - 第七組：〈星光紅不讓〉11分 - 陳彥允（蝴蝶/胡彥斌）。 - 楊駿文（東風破/周杰倫）。 - 陳映璇（一千遍我愛你/伊能靜）。 - 陳彥允+楊駿文+陳映璇（搖滾怎麼了/王力宏）。 - 第八組：〈山寨版景行廳男孩〉17分 - 古孟（如果還有明天/薛岳）。 - 曾梓淞（掙扎/阿弟仔）。 - 孫自佑（無間道/劉德華+梁朝偉）。 - 本集最高分的3位參賽者：劉明湘+林育澤+胡采書18分、古孟杰+曾梓淞+孫自佑17分、王姵樺+汪錫麟+張祠毓15分、吳心芸+贊薇+徐詠琳15分、張豪+李宇+梁曉珺15分。 - 比賽結果：8組參賽者中，有5組過關，有3組失敗；2人遭到淘汰，共22位參賽者晉級。 |            |        |                                       |                                                                                                  |
| 09 | 2009/05/29 | 1.82   | 誕生：一對一PK賽                      | 陳映璇、吳心芸                                                                                   |
| - 本次評審：動力火車、陳子鴻、張宇、黃韻玲、袁惟仁 - 比賽規則：參賽者男女分組抽籤決定PK對象，獲勝且獲評審15分（含）以上者晉級，反之則進入失敗區，本集預計淘汰兩人。 - 古孟（I'll Be There For You/邦喬飛）14分PK曾梓淞（那年的情書/江美琪）16分。 - 贊薇（因為你沒說/張惠妹）15分PK鍾依芹（崇拜/梁靜茹）14分。 - 陳彥允（星空下/周傳雄）11分PK林育澤（黑色幽默/周杰倫）11分。 - 梁曉珺（Shut up and drive/蕾哈娜）15分PK吳心芸（不敗的戀人/徐若瑄）10分。 - 中場表演：胡采書（妹妹揹著洋娃娃/兒歌）。 - 胡采書（死灰復燃/戴愛玲）17分PK李宇（算了/黃國俊）15分。 - 林若盈（我應該得到/鄭秀文）14分PK劉明湘（離開的時候/A-Lin黃麗玲）18分。 - 張豪（其實我也不知道/蕭煌奇）13分PK孫自佑（忘了你忘了我/王傑）17分。 - 王璿（I Have Nothing/惠妮休斯頓）10分PK徐詠琳（最親愛的/梁文音）15分。 - 汪錫麟（就是愛你/陶喆）13分PK楊駿文（世界末日/信樂團）14分。 - 王姵樺（留言板/自創曲）13分PK陳映璇（放手/汪佩蓉）12分。 - 張祠毓（眼淚知道/溫嵐）11分PK陳浩偉（離愛不遠/黃大煒）16分。 - 30秒清唱PK： - 吳心芸（頭號甜心/張韶涵）9分。 - 王璿（I Have Nothing/惠妮休斯頓）13分。 - 陳彥允（咖啡/張學友）15分。 - 陳映璇（Close to you/Carpenters）11分。 - 本集最高分的3位參賽者：劉明湘18分、胡采書17分、孫自佑17分、陳浩偉16分、曾梓淞16分。 - 比賽結果：22人參賽中，有8位選手過關，有14人進入失敗區；2人遭到淘汰，共20位參賽者晉級，產生星光5班前20強。 |            |        |                                       |                                                                                                  |
| 10 | 2009/06/05 | 1.82   | 改造：我的主打歌                      | 汪錫麟（20名）、古孟（19名）                                                                     |
| - 前三名可以擔任高雄漢神巨蛋百貨公司的目錄平面模特兒，並可以獲得漢神巨蛋百貨公司的萬元禮券。 - 從本集開始，參賽者開始舞台造型的改造工作，由常任評審之一、同時也是知名造型Roger（鄭建國）主導所有工作。在本次的大改造中，製作單位以等同一般藝人的規格，主動給予參賽者梳化妝、服裝等造型方面的協助，使參賽者如同真正歌手一般的進行演出。所有參賽者在開始表演前，先以短片簡單介紹大改造的過程，並對照改造前和改造後的對比，Roger也同時在舞台上一一解說。 - 本次評審：許常德、康康、張宇、黃韻玲、袁惟仁 - 比賽規則：參賽者演唱一首自己最拿手的歌曲，獲得評審15分（含）以上者過關，反之則進入失敗區，本集預計淘汰兩人。 - 陳彥允（專屬天使/Tank）12分。 - 王姵樺（魚/陳綺貞）14分。 - 陳浩偉（玫瑰人生/許景淳）14分。 - 中場表演：張宇（玫瑰人生/許景淳）。 - 古孟（棋子/王菲）13分。 - 鍾依芹（第一次愛的人/王心凌）11分。 〈2011、2018榮獲第46、53屆金鐘獎兒童少年節目主持人獎〉 - 張豪（聖誕結/陳奕迅）10分。 - 梁曉珺（Rehab/Amy Winehouse）13分。 - 汪錫麟（分裂/周杰倫）11分。 - 林育澤（開始懂了/孫燕姿）16分。 - 林若盈（星星堆滿天/楊乃文）13分。 - 胡采書（安靜/周杰倫）16分。 - 吳薇（他不愛我/莫文蔚）20分。 - 楊駿文（往事隨風/齊秦）15分。 - 中場表演：康康（往事隨風/齊秦）。 - 張祠毓（Piano/范逸臣）15分。 - 劉明湘（The Greatest Love Of All/惠妮休斯頓）20分。 - 曾梓淞（張三的歌/李壽全）19分。 - 中場表演：張宇（張三的歌/李壽全）。 - 王璿（我的溫柔只有你看得見/藍心湄）15分。 - 李宇（味道/辛曉琪）14分。 - 孫自佑（All Out of Love/空中補給）16分。 - 徐詠琳（愛/莫文蔚）19分。 - 本集最高分的3位參賽者：吳薇20分、劉明湘20分、曾梓淞19分、徐詠琳19分。 - 比賽結果：由劉明湘、贊薇、徐詠琳及曾梓淞可以擔任高雄漢神巨蛋百貨公司的目錄平面模特兒，並可以獲得漢神巨蛋百貨公司的萬元禮券。20人參賽中，有10位選手過關，有10人進入失敗區；2人遭到淘汰，共18位參賽者晉級。 |            |        |                                       |                                                                                                  |
| 11 | 2009/06/12 | 2.08   | 回憶：我的音樂故事                    | 張祠毓（18名）、張豪（17名）、 陳彥允（16名）                                                    |
| - 陳彥允因為自已的人生規劃，而不得不退賽；其實是學校課業與星光比賽無法兼顧的原因。 - 自本集起，節目啟用第三屆專題報導《星光的孩子們》的開頭畫面，鏡面配置也同步進行大幅度更新。 - 開場表演：陶晶瑩（流水年華/鳳飛飛）。 - 本次評審：許常德、鄭建國、張宇、黃韻玲、袁惟仁 - 比賽規則：參賽者演唱一首代表自己故事的歌曲，獲得評審15分（含）以上者過關，反之則進入失敗區，並於比賽終了時決定淘汰人選，本集預計淘汰兩人。 - 王姵樺（因為/范瑋琪）15分。 - 鍾依芹（Mama Mama/張韶涵）15分。 〈2011、2018榮獲第46、53屆金鐘獎兒童少年節目主持人獎〉 - 陳浩偉（也許明天/張惠妹）13分。 - 林若盈（逆光/孫燕姿）16分。 - 張豪（力量/羅志祥）14分。 - 王璿（愛是唯一/張惠妹）17分。 - 李宇（如果這是我愛你最好的距離/蘇永康）17分。 - 吳薇（浪人情歌/伍佰）15分。 - 張祠毓（投影片/自創曲）11分。 - 林育澤（落雨聲/江蕙）12分。 - 劉明湘（特別的愛給特別的你/伍思凱）16分。 - 楊駿文（你不是真正的快樂/五月天）13分。 - 梁曉珺（天才白痴夢/張惠妹）16分。 - 胡采書（誰讓我流淚/潘美辰）14分。 - 曾梓淞（你知道我的迷惘/Beyond）15分。 - 徐詠琳（心動/林曉培）17分。 - 孫自佑（The Moment/孫燕姿）16分。 - 中場表演：袁惟仁（The Moment/孫燕姿）。 - 本集最高分的3位參賽者：王璿17分、李宇17分、徐詠琳17分。 - 比賽結果：17人參賽中，有11位選手過關，有6人進入失敗區；2人遭到淘汰，共15位參賽者晉級。 |            |        |                                       |                                                                                                  |
| 12 | 2009/06/19 | 2.43   | 抗衡：分組對抗賽                      | 無                                                                                               |
| - 開場表演：周蕙+梁曉珺（千言萬語/鄧麗君）、周蕙+林若盈（香港之夜/鄧麗君）、周蕙+孫自佑（我要你的愛/葛蘭）。 - 本次評審：周蕙、鄭建國、杜德偉、黃韻玲、袁惟仁 - 比賽規則：參賽者將分成紅、藍兩隊，針對老戰友合唱、隊長合唱、熱歌勁舞、男女對唱等四大項目進行對抗賽，採分組累計積分，將從總分較低組別淘汰選手，本集預計淘汰一人。 - 星光四的亞軍張心傑及冠軍方宥心分別擔任紅、藍兩組的隊長。 - 兩隊組員： - 紅隊組員：陳浩偉、徐詠琳、李杰宇、林育澤、鍾依芹、林若盈、孫自佑、王姵樺。 - 藍隊組員：胡采書、曾梓淞、王璿、贊薇、梁曉珺、楊駿文、劉明湘。 - 老戰友合唱： - 陳浩偉+古孟（一樣的月光/動力火車+迪克牛仔）15分。 - 胡采書+汪永俊（不自由/昊恩+家家）+（但是又何奈/崔苔菁）15分。 - 隊長合唱： - 徐詠琳+張心傑（珊瑚海/周杰倫+Lara梁心頤）19分。 - 方宥心+曾梓淞（月琴/鄭怡）17分。 - 中場表演：曾梓淞+黃韻玲+袁惟仁（月琴/鄭怡）。 - 熱歌勁舞： - 李宇+林育澤+鍾依芹+林若盈（國王皇后/大嘴巴）21分。 - 王璿+贊薇+梁曉珺（More More More/蕭亞軒）16分。 - 男女對唱： - 孫自佑+王姵樺（無與倫比的美麗/蘇打綠）16分。 - 楊駿文+劉明湘（A Whole New World/安海瑟薇+傑西麥卡尼）24分。 - 總分：紅組71分PK藍組72分，藍組勝出。 - 本集最高分的3組參賽者：楊駿文+劉明湘24分、李宇+林育澤+鍾依芹+林若盈21分、徐詠琳+張心傑19分。 - 比賽結果：本集無淘汰參賽者，15名參賽者全數晉級。 |            |        |                                       |                                                                                                  |
| 13 | 2009/06/26 | 2.21   | 盛宴：向金曲致敬                      | 王姵樺（15名）                                                                                   |
| - 本次評審：彭佳慧、鄭建國、杜德偉、黃韻玲、袁惟仁 - 比賽規則：參賽者演唱一首金曲獎中得獎的歌曲，獲得評審15分（含）以上者過關，反之則進入失敗區，並於比賽終了時，決定淘汰人選，本集預計淘汰一人。 - 鍾依芹（純粹/張清芳）15分。 〈第八屆金曲獎最佳國語女演唱人獎〉 - 陳浩偉（花若離枝/蘇芮）15分。 〈第九屆金曲獎最佳方言女演唱人獎〉 - 梁曉珺（煩/林曉培）16分。 〈第十屆金曲獎最佳新人獎〉 - 林育澤（記得/張惠妹）14分。 〈第十三屆金曲獎最佳國語女演唱人獎〉 - 王璿（心酸的浪漫/那英）12分。 〈第十二屆金曲獎最佳國語女演唱人獎、最佳作詞人獎〉 - 胡采書（不公平/蕭賀碩）16分。 〈第十九屆金曲獎最具潛力新人獎〉 - 王姵樺（獨唱/阿爆+Brandy）11分。 〈第十五屆金曲獎最佳重唱組合獎〉 - 吳薇（單數/曹格）16分。 〈第十九屆金曲獎最佳國語男演唱人獎〉 - 曾梓淞（北風/張鎬哲）15分。 〈第二屆金曲獎最佳作曲人獎〉 - 劉明湘（一生守候/陳淑樺）15分。 〈第三屆金曲獎最佳國語歌曲女演唱人獎〉 - 中場表演：劉明湘（一生守候/陳淑樺）。 - 楊駿文（愛到底/庾澄慶）21分。 〈第十三屆金曲獎最佳國語男演唱人獎〉 - 林若盈（我要我們在一起/范曉萱）15分。 〈第十一屆金曲獎最佳流行音樂演唱專輯獎〉 - 李宇（外套/動力火車）12分。 〈第十六屆金曲獎最佳重唱組合獎〉 - 徐詠琳（天黑黑/孫燕姿）19分。 〈第十二屆金曲獎最佳新人獎〉 - 孫自佑（過火/張信哲）19分。 〈第七屆金曲獎最佳國語歌曲男演唱人獎〉 - 本集最高分的3組參賽者：楊駿文21分、徐詠琳19分、孫自佑19分。 - 比賽結果：15人參賽中，有11位選手過關，4人進入失敗區；1人遭到淘汰，共14位參賽者晉級。 |            |        |                                       |                                                                                                  |
| 14 | 2009/07/03 | 1.83   | 力爭：星光金曲挑戰賽                  | 鍾依芹（14名）                                                                                   |
| - 本次評審：游鴻明、鄭建國、張宇、黃韻玲、袁惟仁 - 比賽規則：參賽者演唱一首學長姐詮釋過的歌曲，獲得評審16分（含）以上者過關，反之則進入失敗區，並於比賽終了時決定淘汰人選，本集預計淘汰一人。 - 林若盈（愛情轉移/陳奕迅）15分。 〈星光三班徐佳瑩〉 - 林育澤（海嘯/庾澄慶）18分。 〈星光三班踢館賽張心傑〉 - 王璿（一個人生活/林凡）16分。 〈星光三班黃靖倫〉 - 陳浩偉（懸崖/齊秦）17分。 〈星光一班林宥嘉〉 - 鍾依芹（猜不透/張韶涵）15分。 〈星光一班周定緯〉 - 李宇（靠近/庾澄慶）16分。 〈星光三班黎礎寧〉 - 梁曉珺（眼色/林宥嘉）20分。 〈星光三班林雨宣〉 - 曾梓淞（離開我/陶晶瑩）18分。 〈星光一班盧學叡〉 - 中場表演：陶晶瑩+曾梓淞（離開我/陶晶瑩）。 - 吳薇（真實/張惠妹）17分。 〈星光四班張心傑〉 - 楊駿文（往日情/李玟）17分。 〈星光三班林芯儀〉 - 劉明湘（Save me from myself/Christina Aguilera）25分。 〈星光三班黎礎寧〉 - 胡采書（失落沙洲/徐佳瑩）17分。 〈星光三班徐佳瑩〉 - 徐詠琳（我多麼羨慕你/江美琪）16分。 〈星光二班曾沛慈〉 - 孫自佑（聽說愛情回來過/林憶蓮）16分。 〈星光一班楊宗緯〉 - 本集比賽中，劉明湘以Christina Aguilera的《Save Me From Myself》一曲〈學姊黎礎寧唱過〉拿下25分滿分，是第五屆比賽中出現的首次滿分。 - 本集最高分的3組參賽者：劉明湘25分、梁曉珺20分、林育澤18分、曾梓淞18分。 - 30秒清唱PK：林若盈（記得/張惠妹）3票PK鍾依芹（勇敢/張惠妹）2票。 - 比賽結果：14人參賽中，有12位選手過關，2人進入失敗區；1人遭到淘汰，共13位參賽者晉級。 |            |        |                                       |                                                                                                  |
| 15 | 2009/07/10 | 1.71   | 內化：評審指定曲                      | 林若盈（13名）                                                                                   |
| - 本次評審：游鴻明、鄭建國、張宇、黃韻玲、袁惟仁 - 比賽規則：參賽者演唱一首評審指定的歌曲，獲得評審16分（含）以上者過關，反之則進入失敗區，並於比賽終了時決定淘汰人選，本集預計淘汰一人。 - 林育澤（夜夜夜夜/齊秦）18分。 〈個人特色不明顯，歌曲情感進階詮釋〉 - 林若盈（逝去的愛/歐陽菲菲）13分。 - 梁曉珺（原來你什麼都不要/張惠妹）18分。 - 陳浩偉（20歲的眼淚/陳昇）16分。 〈演唱能夠跳脫以往框架，唱出灑脫的個性〉 - 李宇（愛情多惱河/熊天平）17分。 〈演唱時嘴型不夠開，又只著重高音〉 - 吳薇（隱形的翅膀/張韶涵）19分。 〈在選歌與技巧上沒有突破〉 - 曾梓淞（給電影人的情書/蔡琴）16分。 〈演出太過浮躁〉 - 王璿（晴天/周杰倫）16分。 〈增加詮釋歌曲的流暢度，唱出內在更深情的一面〉 - 胡采書（領悟/辛曉琪）20分。 〈在歌曲詮釋上並無大礙，借由痛苦的曲目激發出演唱的潛能〉 - 楊駿文（最長的電影/周杰倫）20分。 - 劉明湘（在你背影守候/辛曉琪）17分。 〈為增加在華語歌曲的掌握度〉 - 徐詠琳（心跳/王力宏）16分。 〈男歌女唱的挑戰〉 - 孫自佑（婚禮進行曲/胡彥斌）17分。 〈選歌偏老〉 - 本集最高分的3組參賽者：胡采書20分、楊駿文20分、贊薇19分。 - 比賽結果：13人參賽中，有12位選手過關，1人進入失敗區；1人遭到淘汰，共12位參賽者晉級。 |            |        |                                       |                                                                                                  |
| 16 | 2009/07/17 | 1.94   | 爆發：快歌指定賽                      | 贊薇（12名）                                                                                     |
| - 開場表演： - 張勝豐+Unity（Billie Jean/麥可傑克森）。 - 張勝豐+Unity（Thriller/麥可傑克森）。 - 張勝豐+Unity（Smooth Criminal/麥可傑克森）。 - 張勝豐+Unity（Dangerous/麥可傑克森）。 - 張勝豐+Unity（Beat It/麥可傑克森）。 - 本次評審：張勝豐、陳子鴻、鄭建國、黃韻玲、袁惟仁 - 比賽規則：參賽者演唱一首快節奏的歌曲並搭配舞蹈演出，獲得評審16分（含）以上者過關，反之則進入失敗區，並於比賽終了時決定淘汰人選，本集預計淘汰一人。 - 林育澤（印地安老斑鳩/周杰倫）16分。 - 陳浩偉（奈斯男孩/曹格）18分。 - 吳薇（A級娛樂/張惠妹）15分。 - 劉明湘（愛你是我的自由/李玟）20分。 - 曾梓淞（我不知我愛你/黃小琥）19分。 - 胡采書（仰望天空/溫嵐）15分。 - 梁曉珺（Sway/Pussycat Dolls）17分。 - 楊駿文（男傭/吳克群）19分。 - 王璿（Hung up/瑪丹娜）17分。 - 李宇（對你愛不完/郭富城）22分。 - 徐詠琳（表白/蕭亞軒）21分。 - 孫自佑（Play that funky music/Wild Cherry）24分。 - 本集最高分的3組參賽者：孫自佑24分、李宇22分、徐詠琳21分。 - 30秒清唱PK：吳薇（位置/A-Lin黃麗玲）0票PK胡采書（愛情傀儡/巫啟賢）3票。 - 比賽結果：12人參賽中，有10位選手過關，2人進入失敗區；1人遭到淘汰，共11位參賽者晉級。 |            |        |                                       |                                                                                                  |
| 17 | 2009/07/24 | 2.63   | 發光：學長姐合唱賽                    | 無                                                                                               |
| - 開場表演：林宥嘉+贊薇（堅強的理由/伍佰+莫文蔚）。 - 本次評審：紀曉君、陳子鴻、黃韻玲、袁惟仁、鄭建國 - 比賽規則：參賽者與歷屆星光學長姐合唱一首歌，本次評審只講評不給分，而十權決定權交由網上Yam天空網站投票決定，票數最低的3名選手，再由評審於下集宣佈淘汰人選，產生星光5班前10強。 - 本集與參賽者合唱的學長姐〈以出場次序排列〉：林宥嘉〈一1〉、方宥心〈四1〉、林芯儀〈三2〉、賴銘偉〈二1〉、潘裕文〈一3〉、孫碧娜〈四6〉、許仁〈一7〉、張心傑〈四2〉、康禎庭〈四4〉、周定緯〈一2〉、黃美珍〈二7〉、徐佳瑩〈三1〉。 - 林育澤+方宥心（壞壞惹人愛/戴愛玲+阿信）。 - 陳浩偉+林芯儀（乖乖牌/蔡依林+黃立行）。 - 梁曉珺+賴銘偉（廣島之戀/張洪量+莫文蔚）。 - 孫自佑+潘裕文（那就這樣吧/動力火車）。 - 胡采書+孫碧娜（you are not alone/麥可傑克森）。 - 劉明湘+許仁（復刻回憶/方大同+薛凱琪）。 - 曾梓淞+張心傑（最後一首歌/迪克牛仔）。 - 李宇+康禎庭（第一次/光良）。 - 王璿+周定緯（飆汗/容祖兒+羅志祥）。 - 楊駿文+黃美珍（it's my life/邦喬飛）。 - 徐詠琳+徐佳瑩（身騎白馬/徐佳瑩）。 - 比賽結果：在下週比賽時，由評審從最低分三人中選擇並公佈淘汰人選。 |            |        |                                       |                                                                                                  |
| 18 | 2009/07/31 | 2.40   | 藝人合唱賽 Live                       | 陳浩偉（11名）                                                                                   |
| - 開場表演： - 劉明湘+王璿+梁曉珺+徐詠琳（我的未來不是夢/張雨生）。 - 胡采書+李宇+陳浩偉+楊駿文（心的方向/周華健）。 - 曾梓淞+林育澤+孫自佑+劉明湘+王璿+梁曉珺+徐詠琳+胡采書+李杰宇+陳浩偉+楊駿文（We Will Rock You/皇后合唱團）。 - 本次評審：杜德偉、張宇、黃韻玲、袁惟仁、鄭建國 - 比賽規則：參賽者與藝人合唱一首歌曲，並由評審講評給分；由上集的表現，從Yam天空網站的網友投票結果中，票數最低的3位參賽者先演唱，當中獲得評審分數最低的1人將遭到淘汰。 - 十強票選活動如下：第一名：孫自佑23807票；第二名：曾梓淞20789票；第三名：李杰宇20210票；第四名：楊駿文19653票；第五名：梁曉珺17458票；第六名：胡采書17388票；第七名：王 璿17384票；第八名：劉明湘17382票；第九名：徐詠琳17375票；第十名：林育澤7363票；第十一名：陳浩偉5980票。 - 本集與參賽者合唱的藝人〈以出場次序排列〉：江美琪、康康、張智成、Alisa、蕭煌奇、Tank。 - 陳浩偉+江美琪（雙手的溫柔/江美琪）14分。 - 林育澤+康康（快樂鳥日子/康康）19分。 - 徐詠琳+江美琪（親愛的你怎麼不在我身邊/江美琪）16分。 - 胡采書+張智成（在KTV過夜/張智成）15分。 - 王璿+Alisa（Dirrty/克莉絲汀）14分。 - 楊駿文+蕭煌奇（其實我也不知道/蕭煌奇）21分。 - 梁曉珺+Tank（城裡的月光/Tank）19分。 - 劉明湘+張智成（後來才知道/張智成）21分。 - 李宇+康康（男人KTV/胡彥斌）18分。 - 曾梓淞+蕭煌奇（阿嬤的話/蕭煌奇）23分。 - 孫自佑+Tank（如果我變成回憶/Tank）21分。 - 本集最高分的3組參賽者：曾梓淞+蕭煌奇23分、楊駿文+蕭煌奇21分、劉明湘+張智成21分、孫自佑+Tank21分。 - 比賽結果：11人參賽中，有10位選手過關，1人遭到淘汰，共10位參賽者晉級，產生星光五班終極十強。 - 終極十強：孫自佑、曾梓淞、李宇、楊駿文、梁曉珺、胡采書、王 璿、劉明湘、徐詠琳、林育澤 |            |        |                                       |                                                                                                  |
| 19 | 2009/08/07 | 2.82   | 踢館賽（一） 力敵：一對一踢館賽 PartⅠ | 第十：胡采書                                                                                     |
| - 本集星光五班最高分的人可以獲得微星科技觸控電腦一台。 - 本次評審：杜德偉、張宇、黃韻玲、袁惟仁、鄭建國 - 比賽規則：踢館者以抽籤方式決定PK對象，分數較高者勝出，若踢館者獲勝或平手，可選擇一萬元獎金或者在下週再次挑戰的資格，落敗的參賽者將進入失敗區，並於比賽終了時決定淘汰人選，本集預計淘汰一人。 - 本集與踢館者PK賽〈以出場次序排列〉：張韻姿、李桀漢、蔡艾珈、李振綱、陳迪雅、彭順延、王筱奇、倪安東、連蕙君、黃智陽。 - 張韻姿（Yes or No/張惠妹）15分PK徐詠琳（眼淚成詩/孫燕姿）19分。 - 李桀漢（Careless whisper/Wham）14分PK梁曉珺（臉/王菲）18分。 - 蔡艾珈（不痛/張韶涵）22分PK胡采書（勇敢/張惠妹）16分。 - 李振綱（I Believe/范逸臣）14分PK曾梓淞（說不出的告別/林志炫）18分。 - 陳迪雅（我愛你/盧廣仲）19分PK孫自佑（活該/劉允樂）19分。 - 彭順延（A Moment Like This/凱莉特萊森）16分PK李宇（青梅竹馬/周治平）22分。 - 王筱奇（愛請問怎麼走/A-Lin黃麗玲）20分PK王璿（放開你的頭腦/梅艷芳）17分。 - 倪安東（你是我的眼/蕭煌奇）24分PK林育澤（太傻/巫啟賢）21分。 - 連蕙君（If I ain't got you/艾莉西雅凱斯）17分PK劉明湘（獨角戲/許茹芸）17分。 - 黃智陽（記得/張惠妹）19分PK楊駿文（曲終人散/張宇）19分。 - 本集最高分的3組參賽者：倪安東24分、李宇22分、蔡艾珈22分。 - 比賽結果：由李宇獲得微星科技觸控電腦一台。10人參賽中，有7位選手過關，有3人失敗；1人遭到淘汰，共9位參賽者晉級。 |            |        |                                       |                                                                                                  |
| 20 | 2009/08/21 | 2.19   | 踢館賽（二） 強襲：一對一踢館賽 PartⅡ | 第九：王璿                                                                                       |
| - 本集星光五班最高分的人可以獲得日光美人五萬元的護膚產品及禮券。 - 本次評審：杜德偉、張宇、黃韻玲、袁惟仁、鄭建國 - 比賽規則：踢館者以抽籤方式決定PK對象，分數較高者勝出，若踢館者獲勝或平手，可選擇一萬元獎金或者在下週再次挑戰的資格，落敗的參賽者將進入失敗區，並於比賽終了時決定淘汰人選，本集預計淘汰一人。 - 本集與踢館者PK賽〈以出場次序排列〉：王順達、連蕙君、鍾盛忠、陳迪雅、江逢時、王筱奇、黃智陽、蔡艾珈、倪安東 - 王順達（脫掉/杜德偉）18分PK梁曉珺（我恨我愛你/張惠妹）18分。 - 連蕙君（你贏/蘇芮）17分PK劉明湘（At Last/Etta James）20分。 - 鍾盛忠（讓每個人都心碎/張惠妹）16分PK林育澤（挑釁/信樂團）19分。 - 陳迪雅（討厭/芮恩）18分PK李宇（我會好好過/李玖哲）19分。 - 江逢時（背叛情歌/動力火車）15分PK徐詠琳（傷痕/林憶蓮）20分。 - 王筱奇（Saving all my love for you/惠妮休斯頓）15分PK曾梓淞（我很醜可是我很溫柔/趙傳）16分。 - 黃智陽（洋蔥/楊宗緯）17分PK王璿（相見恨晚/彭佳慧）15分。 - 蔡艾珈（我該得到/戴愛玲）25分PK楊駿文（下雪/阿杜）19分。 - 倪安東（K哥之王/陳奕迅）25分PK孫自佑（當我想起你/張學友）25分。 - 本集最高分的3組參賽者：孫自佑25分、倪安東25分、蔡艾珈25分。 - 本集比賽中，蔡艾珈以戴愛玲的《我該得到》一曲拿下25分滿分，是超級星光大道踢館者中出現的第2次滿分，也是第五屆比賽中出現的第2次滿分。 - 本集比賽中，倪安東以陳奕迅的《K歌之王》一曲拿下25分滿分，是超級星光大道踢館者中出現的第3次滿分，也是第五屆比賽中出現的第3次滿分。 - 本集比賽中，孫自佑以張學友的《當我想起你》一曲拿下25分滿分，也是第五屆比賽中出現的第4次滿分。 - 比賽結果：由孫自佑獲得日光美人五萬元的護膚產品及禮券。9人參賽中，有7位選手過關，2人失敗；1人遭到淘汰，共8位參賽者晉級。 |            |        |                                       |                                                                                                  |
| 21 | 2009/08/28 | 2.48   | 踢館賽（三） 固守：一對一踢館賽 PartⅢ | 第八：林育澤                                                                                     |
| - 本集星光五班最高分的人可以獲得明報週刊的專訪。 - 本次評審：陳子鴻、張宇、黃韻玲、袁惟仁、鄭建國 - 比賽規則：踢館者以抽籤方式決定PK對象，分數較高者勝出，若踢館者獲勝或平手，可選擇一萬元獎金或者在下週再次挑戰的資格，落敗的參賽者將進入失敗區，並於比賽終了時決定淘汰人選，本集預計淘汰一人。 - 本集與踢館者PK賽〈以出場次序排列〉：王順達、鄭可為、王川、盧品學、Olivia、黃智陽、蔡艾珈、倪安東 - 王順達（一支獨秀/羅志祥）15分PK楊駿文（一千個傷心的理由/張學友）15分。 - 鄭可為（夠不夠/方大同）16分PK梁曉珺（美麗笨女人/李玟）20分。 - 王川（愛/莫文蔚）15分PK曾梓淞（忘記你我做不到/張學友）15分。 - 盧品學（天使忌妒的生活/曹格）15分PK孫自佑（我不難過/孫燕姿）17分。 - Olivia（Heaven/DJ Sammy）20分PK李宇（I Love You/陳偉聯）18分。 - 黃智陽（Sing a long song/方大同）+（一首簡單的歌/王力宏）19分PK劉明湘（流沙/陶喆）21分。 - 蔡艾珈（傻瓜/溫嵐）22分PK林育澤（忘記我還是忘記他/迪克牛仔）17分。 - 倪安東（The Blower's Daughter/Damien Rice）33分PK徐詠琳（偏心/那英）21分。 - 本集最高分的3組參賽者：倪安東33分、蔡艾珈22分、劉明湘21分、徐詠琳21分。 - 本集比賽中，倪安東以《The Blower's Daughter》一曲拿下33分滿分，是超級星光大道踢館者中出現的第4次滿分，是第五屆比賽中出現的第5次滿分，也是個人的第2次滿分。 - 比賽結果：由劉明湘、徐詠琳獲得明報週刊的專訪。8人參賽中，有5位選手過關，有3人失敗；1人遭到淘汰，共7位參賽者晉級。 |            |        |                                       |                                                                                                  |
| 22 | 2009/09/04 | 2.49   | 踢館賽（四） 執著：一對一踢館賽 PartⅣ | 第七：曾梓淞                                                                                     |
| - 本集星光五班最高分的人可以獲得Porter International提供價值兩萬元的等值商品。 - 本次評審：陳子鴻、康康、黃韻玲、袁惟仁、鄭建國 - 比賽規則：踢館者以抽籤方式決定PK對象，分數較高者勝出，若踢館者獲勝或平手，可選擇一萬元獎金或者在下週再次挑戰的資格，落敗的參賽者將進入失敗區，並於比賽終了時決定淘汰人選，本集預計淘汰一人。 - 本集與踢館者PK賽〈以出場次序排列〉：陳怡蒨、王順達、Olivia、徐正清、王川、蔡艾珈、倪安東 - 陳怡蒨（傻瓜就是我/王雪娥）15分PK楊駿文（對不起謝謝/陳奕迅）17分。 - 王順達（痴心絕對/李聖傑）15分PK劉明湘（Loving You/蜜妮瑞妮特）20分。 - Olivia（Ain't No Sunshine/比爾威德斯）23分PK曾梓松（淚海/許茹芸）17分。 - 徐正清（改變/黃韻玲）17分PK梁曉珺（哭了/李泉）19分。 - 王川（出賣/那英）17分PK孫自佑（You're Beautiful/詹姆士布朗特）20分。 - 蔡艾珈（星星I'm not a star/順子）19分PK徐詠琳（哼情歌/徐佳瑩）21分。 - 倪安東（好久不見/陳奕迅）20分PK李宇（忘不了/童安格）20分。 - 本集最高分的3組參賽者：Olivia23分、徐詠琳21分、李宇20分、倪安東20分、劉明湘20分、孫自佑20分。 - 比賽結果：由徐詠琳獲得Porter International提供價值兩萬元的等值商品。7人參賽中，有6位選手過關，有1人進入失敗區並遭到淘汰，共6位參賽者晉級。 |            |        |                                       |                                                                                                  |
| 23 | 2009/09/11 | 2.00   | 積分賽（一） 榮譽：指名PK賽           | 無                                                                                               |
| - 本集正式進入積分冠軍賽程。 - 本集勝出組別可以獲得D&D jewelry十萬元的珠寶。 - 總冠軍賽比賽規則：四場積分賽與總冠軍賽第一輪成績加總占百分之四十，總冠軍賽第二輪占百分之四十，觀眾簡訊投票占百分之二十，總分最高者即為超級星大道第五屆總冠軍。 - 本次評審：許常德、鄭建國、張宇、黃韻玲、袁惟仁 - 比賽規則：分為參賽者及踢館者，參賽者與被指定的踢館者進行PK，雙方分數分別累加，最高分一組將獲得獎品，而星光五班選手分數將會累計至團體成績及個人積分，本集不淘汰參賽者。 - 本集與踢館者PK賽〈以出場次序排列〉：連蕙君、鄭可為、Olivia、黃智陽、蔡艾珈、倪安東 - 連蕙君（Open Your Eyes/張惠妹）15分PK李宇（Walking By Myself/蓋瑞摩爾）18分。 - 鄭可為（第一個清晨/王力宏）16分PK梁曉珺（寂寞保齡球/張惠妹）17分。 - Olivia（Bleeding Love/里歐娜）20分PK劉明湘（危險情人/李玟）16分。 - 黃智陽（如果你也聽說/張惠妹）15分PK楊駿文（遺失的美好/阿沁）17分。 - 蔡艾珈（飄著/孫燕姿）16分PK徐詠琳（雙棲動物/蔡健雅）16分。 - 倪安東（如果沒有你/莫文蔚）24分PK孫自佑（Sometimes when we touch/丹希爾）24分。 - 比賽結果：踢館者總分106分，而參賽者總分108分，由參賽者可以獲得D&D jewelry十萬元的珠寶。 - 參賽者積分榜：孫自佑24分、李宇18分、梁曉珺17分、楊駿文17分、徐詠琳16分、劉明湘16分。 |            |        |                                       |                                                                                                  |
| 24 | 2009/09/18 | 2.05   | 積分賽（二） 魅力：我的演唱會         | 無                                                                                               |
| - 總冠軍賽比賽規則：四場積分賽與總冠軍賽第一輪成績加總占百分之四十，總冠軍賽第二輪占百分之四十，觀眾簡訊投票占百分之二十，總分最高者即為超級星大道第五屆總冠軍。 - 本次評審：紀曉君、張宇、黃韻玲、袁惟仁、鄭建國 - 比賽規則：比賽分兩輪進行，第一輪參賽者演唱一首抒情歌曲；第二輪則演唱一首快節奏的歌曲並搭配舞蹈演出，兩次演唱的分數相加，即為第二次積分賽分數，分數將累加到總冠軍賽。本集不淘汰參賽者。 - 第一輪：〈抒情歌曲〉 - 楊駿文（搖籃曲/動力火車）15分。 - 劉明湘（誘惑的街/林憶蓮）17分。 - 梁曉珺（每一次想你/李玟）18分。 - 李宇（想說/許志安）17分。 - 徐詠琳（寂寞先生/曹格）20分。 - 孫自佑（Superwoman/曹格）20分。 - 參賽者積分榜：孫自佑44分、徐詠琳36分、李宇35分、梁曉珺35分、劉明湘33分、楊駿文32分。 - 第二輪：〈動感歌曲〉 - 楊駿文（海芋戀/蕭敬騰）17分。 - 劉明湘（Save the last dance for me/麥克布雷）19分。 - 梁曉珺（眉飛色舞/鄭秀文）15分。 - 李宇（Like I Love You/賈斯汀）20分。 - 徐詠琳（好膽你就來/張惠妹）20分。 - 孫自佑（小男人大男孩/蕭敬騰）19分。 - 比賽結果：孫自佑、徐詠琳及李宇分居分數最高的前三名。 - 參賽者積分榜：孫自佑63分、徐詠琳56分、李宇55分、劉明湘52分、梁曉珺50分、楊駿文49分。 |            |        |                                       |                                                                                                  |
| 25 | 2009/09/25 | 1.90   | 積分賽（三） 共鳴：K歌金曲挑戰賽      | 無                                                                                               |
| - 本集最高分者可以獲得Knights bridge和Brown Sugar提供價值兩萬元的等值商品。 - 總冠軍賽比賽規則：四場積分賽與總冠軍賽第一輪成績加總占百分之四十，總冠軍賽第二輪占百分之四十，觀眾簡訊投票占百分之二十，總分最高者即為超級星大道第五屆總冠軍。 - 本次評審：陳子鴻、張宇、黃韻玲、袁惟仁、鄭建國 - 比賽規則：比賽分兩階段進行，第一輪參賽者從KTV百大金曲中抽出三首並擇一翻唱；第二輪則選手演唱一首推薦的K歌，兩次演唱的分數相加，即為第三次積分賽分數，分數將累加到總冠軍賽，本集不淘汰參賽者。 - 第一輪：〈K歌金曲〉 - 楊駿文（人質/張惠妹）16分。〈2009上半年KTV排行第43名〉 〈張惠妹的人質、林俊傑的江南、伍佰的妳是我的花朵〉 - 梁曉珺（稻香/周杰倫）20分。〈2009上半年KTV排行第13名〉 〈蔡依林的慣性背叛、周杰倫的稻香、周杰倫的牛仔很忙〉 - 劉明湘（新不了情/萬芳）16分。〈2009上半年KTV排行第39名〉 〈萬芳的新不了情、蔡依林的大丈夫、……〉 - 李宇（秘密/藍又時）18分。〈2009上半年KTV排行第13名〉 〈藍又時的秘密、兩首梁靜茹的歌〉 - 徐詠琳（你把我灌醉/黃大煒）18分。〈2009上半年KTV排行第84名〉 〈范逸臣的放生、信樂團的天高地厚、黃大煒的你把我灌醉〉 - 孫自佑（無樂不作/范逸臣）22分。〈2009上半年KTV排行第5名〉 〈范逸臣的無樂不作、溫嵐的同手同腳、……〉 - 中場表演：陶晶瑩（新不了情/萬芳）。 - 參賽者積分榜：孫自佑85分、徐詠琳74分、李宇73分、梁曉珺70分、劉明湘68分、楊駿文65分。 - 第二輪：〈推薦K歌〉 - 楊駿文（突然好想你/五月天）15分。 - 梁曉珺（Because You Loved Me/席琳狄翁）18分。 - 劉明湘（Open Arms/瑪麗亞凱莉）15分。 - 李宇（終結孤單/五月天）22分。 - 徐詠琳（寂寞考/盧廣仲）18分。 - 孫自佑（除此之外/范逸臣）20分。 - 比賽結果：孫自佑、李宇及徐詠琳分居分數最高的前三名。孫自佑可以獲得Knights bridge和Brown Sugar提供價值兩萬元的等值商品。 - 參賽者積分榜：孫自佑105分、李宇95分、徐詠琳92分、梁曉珺88分、劉明湘83分、楊駿文80分。 |            |        |                                       |                                                                                                  |
| 26 | 2009/10/02 | 2.15   | 積分賽（四） 絕倫：歌中劇表演賽       | 無                                                                                               |
| - 本集最高分可以獲得IC Berlin價值兩萬元的太陽眼鏡。 - 本次評審：陳子鴻、張宇、黃韻玲、袁惟仁、鄭建國 - 比賽規則：參賽者將挑戰歌中劇表演，表演的分數即為第四次積分賽分數，分數將累加到總冠軍賽，本集不淘汰參賽者。 - 楊駿文（黑色柳丁/陶喆）+（迷迭香/周杰倫）20分。〈主題：綺夢，茵茵、琳琳、杜拜、寶咖咖〉 - 梁曉珺（我想愛/李泉）+（真情人/李玟）18分。〈主題：單身女子的暗戀，張心傑〉 - 劉明湘（望春風/陶喆）+（何日君再來/鄧麗君）22分。〈主題：何日君再來，林育澤〉 - 李宇（小姐免驚/伍佰）+（失戀陣線聯盟/草蜢）25分。〈主題：害羞小台客之求愛大作戰，茵茵〉 - 徐詠琳（對愛渴望/楊宗緯）+（熱線你和我/張惠妹）22分。〈主題：美夢成真，陳浩偉、小優、杜拜、小白、寶咖咖〉 - 孫自佑（I'm yours/傑森 瑪耶茲）+（他的風箏/蕭煌奇）23分。〈主題：男人的錯，古孟、鍾依芹〉 - 本集比賽中，李宇以伍佰的《小姐免驚》及草蜢的《失戀陣線聯盟》的組曲拿下25分滿分，是第五屆比賽中出現的第6次滿分，可以獲得IC Berlin價值兩萬元的太陽眼鏡。 - 比賽結果：孫自佑、李宇及徐詠琳分居分數最高的前三名。 - 參賽者積分榜：孫自佑128分、李宇120分、徐詠琳114分、梁曉珺106分、劉明湘105分、楊駿文100分。 |            |        |                                       |                                                                                                  |
| 27 | 2009/10/09 | 3.13   | 總決賽 Live                           | 第一名：孫自佑 ／ 第二名：劉明湘 第三名：梁曉珺 ／ 第四名：徐詠琳 第五名：李宇 ／ 第六名：楊駿文 |
| - 開場表演： - 王璿+梁曉珺+徐詠琳+劉明湘（和天一樣高/張雨生）。 - 胡采書+林育澤+曾梓淞+楊駿文+李宇+孫自佑（就讓世界多一顆心/東方快車）。 - 星光五班十強（YMCA/鄉紳合唱團）。 - 本次評審：袁惟仁、黃韻玲、鄭建國、張宇、王偉忠 - 比賽規則：比賽分兩環節，第一環節參賽者需演唱一首自選曲，前四場積分賽與第一環節得分累計分數最低的參賽者成為第六名，第二環節亦是演唱一首自選曲。四場積分賽及總決賽第一環節佔百分之四十，總決賽第二環節佔百分之四十，觀眾短訊投票佔百分之二十，總分最高者即為冠軍。 - 參賽者積分榜：孫自佑128分、李宇120分、徐詠琳114分、梁曉珺106分、劉明湘105分、楊駿文100分。 - 第一輪：〈第六名決定賽〉 - 在第五屆第1集或第2集，被剪掉梁曉珺的消失的畫面，梁曉珺（知道/張惠妹）。 - 楊駿文（魔術先生/周杰倫）18分。 - 劉明湘（薇多莉亞的秘密/張惠妹）18分。 - 梁曉珺（Poker Face/女神卡卡）22分。 - 徐詠琳（我們都寂寞/陳奕迅）23分。 - 李宇（港都夜雨/齊秦）20分。 - 孫自佑（頭髮亂了/張學友）24分。 - 第一輪積分榜：孫自佑152分、李宇140分、徐詠琳137分、梁曉珺128分、劉明湘123分、楊駿文118分。 - 星光五班第六名是楊駿文。 - 中場表演：楊駿文（Rainism/Rain）。 - 第一輪積分榜：孫自佑8.6857分、李宇8分、徐詠琳7.8286分、梁曉珺7.3143分、劉明湘7.0286分。 - 第二輪：〈總決賽〉 - 劉明湘（Natural Woman/席琳狄翁）24分。 - 梁曉珺（情願/張學友）22分。 - 徐詠琳（熱情的沙漠/庾澄慶）20分。 - 李宇（狂野之城/郭富城）18分。 - 孫自佑（Hotel California/老鷹合唱團）21分。 - 第二輪積分榜：孫自佑18.5783分、劉明湘17.4063分、梁曉珺16.7192分、徐詠琳16.3975分、李宇16.023分。 - 比賽結果：第一名是孫自佑，得到獎金一百萬元；第二名是劉明湘，得到獎金五十萬元；第三名是梁曉珺，得到獎金三十萬元，第四名是徐詠琳；第五名是李宇；第六名是楊駿文。 |            |        |                                       |                                                                                                  |
| 28 | 2009/10/16 | 1.60   | 綻放：畢業頒獎典禮                    | 無                                                                                               |
| - 本集嘉賓：：陳子鴻、張宇、黃韻玲、袁惟仁、鄭建國。 - 本集是星光五班的畢業典禮，星光五班與老師們分享參賽的點點滴滴，並頒發獎項。 - 最佳高音獎：王璿（什麼都捨得/戴佩妮）。〈入圍：胡采書、王璿、孫自佑、徐詠琳〉 - 最佳明星臉：曾梓淞（給所有知道我名字的人/趙傳）。〈入圍：楊駿文（金賢重）、孫自佑（胡彥斌）、王璿（倖田來未）、曾梓淞（趙哥）〉 - 最佳眼淚獎：胡采書（天高地厚/信樂團）。〈入圍：徐詠琳、胡采書、孫自佑、李宇〉 - 最佳忘詞獎：楊駿文（Welcome to my world/柯有綸）。〈入圍：胡采書、楊駿文、李宇、曾梓淞〉 - 最佳演唱pose獎：徐詠琳（失落沙洲/徐佳瑩）。〈入圍：孫自佑、徐詠琳、李宇、梁曉珺〉 - 最佳破音獎：林育澤（改變自己/王力宏）。〈入圍：孫自佑、李宇、倪安東、林育澤〉 - 最佳名言獎：梁曉珺（月蝕/莫文蔚）。〈入圍：曾梓淞、梁曉珺、孫自佑、袁惟仁〉 - 最佳勇氣獎：李宇（掌聲響起/鳳飛飛）。〈入圍：劉明湘、梁曉珺、李宇、黃韻玲〉 - 最佳模王獎：孫自佑+倪安東（Desperado/老鷹合唱團）。〈入圍：林育澤、孫自佑、楊駿文、陶晶瑩〉 - 最佳螢幕情侶獎：劉明湘（Dream a little dream of me/媽媽爸爸合唱團）。〈入圍：李宇與鍾依芹、孫自佑與曾梓淞、劉明湘與冠廷、鍾依芹與古孟〉 - 簡訊人氣王：孫自佑。 |            |        |                                       |                                                                                                  |
| 29 | 2009/10/23 | 2.48   | 唱旺閃亮歲月（上）                    | 無                                                                                               |
| - 開場表演：〈1985八點檔「一代女皇」主題曲〉 - 金佩珊+陶晶瑩（一代女皇/金佩珊）。 - 林鴻鳴（一代女皇/金佩珊）。 - 本次評審：康康、張宇、黃韻玲、袁惟仁、鄭建國 - 比賽規則：為慶祝中視開台四十週年，星光大道特地邀請一到五班的選手參與盛會，今日比賽將採紅白對抗方式進行，兩隊依主題派出隊員應戰，累積分數較高的一隊，將可獲得十萬元服飾禮券。 - 兩隊隊員： - 白隊隊長安伯政〈一10〉。 - 白隊隊員：梁一貞〈四5〉、簡鳳君〈三4〉、黑角、徐詠琳〈五4〉、曾沛慈〈二6〉、孫自佑〈五1〉、周定緯〈一2〉、倪安東〈五PK魔王〉、許仁杰〈一7〉、吳勇濱〈四10〉、賴聖恩〈三5〉、Whatever B、魏如昀〈二8〉、曾梓淞〈五7〉、孫自佑〈五1〉、楊宗緯〈一6〉。 - 紅隊隊長林鴻鳴〈四3〉。 - 紅隊隊員：李宣榕〈一9〉、楊駿文〈五6〉、街頭酷、林芯儀〈三2〉、方宥心〈四1〉、李千娜〈二10〉、李宇〈五5〉、張心傑〈四2〉、潘裕文〈一3〉、葉瑋庭〈二3〉、Turn out、劉明湘〈五2〉、康禎庭〈四4〉、林宥嘉〈一1〉。 - 梁一貞（奔向彩虹/鳳飛飛）17分〈1987年「一道彩虹」節目主題曲〉PK李宣榕（童話世界/中視兒童合唱團）17分。〈1987年兒童節目「童話世界」主題曲〉 - 簡鳳君（浴火鳳凰/羅皙）20分〈1990年八點檔「浴火鳳凰」片尾曲〉PK楊駿文（來生再續緣/王傑）16分。〈1991年八點檔「劇說乾隆」片尾曲〉 - 舞林大道黑角〈籃球火〉24分PK舞林大道街頭酷〈霹靂遊俠〉20分。 - 徐詠琳（給你我最深的愛/方文琳）19分〈1989年二十週年台慶大戲「鋤頭博士」片頭曲〉PK林芯儀（昨夜星辰/林淑容）20分。〈1984年九點檔「昨夜星辰」主題曲〉 - 中場表演：張宇（昨夜星辰/林淑容）。 - 安伯政（走馬燈/邱蘭芬）21分〈1997年「走馬燈」主頭曲〉PK方宥心（媽媽歌星/江蕙）23分。〈1996年「媽媽歌星」片頭曲，當年童星方婉真即方宥心也有演出〉 - 歌中劇： - 星光花系列之圓仔花：25分 - 演員：曾沛慈飾演雲深、周定緯飾演陳光宇、孫自佑飾演王家凡、小白飾演小春。 - 曾沛慈（承認/辛曉琪）。〈1997年花系列「姻緣花」主題曲〉 - 周定緯（比我幸福/陳曉東）。〈2000年花系列「奈何花」主題曲〉 - 瓊瑤之星星河邊草：25分 - 演員：李千娜飾演小草、小優飾演容嬤嬤、李宇飾演少爺。 - 李千娜（我是一顆小小草/金銘）。〈1992年瓊瑤八點檔「青青河邊草」片尾曲〉 - 李千娜+李宇（你是我心底的烙印/鍾鎮濤+章蓉舫）。〈1993年瓊瑤八點檔「梅花三弄」片尾曲〉 - 倪安東（閃亮的日子/劉文正）20分〈2009年八點檔「閃亮的日子」主題曲〉PK張心傑（曖昧/楊丞琳）20分。〈2005年偶像劇「惡魔在身邊」片尾曲〉 - 比賽結果：白隊146比紅隊141，下週繼續。 |            |        |                                       |                                                                                                  |
| 30 | 2009/10/30 | 2.48   | 唱旺閃亮歲月（下）                    | 無                                                                                               |
| - 開場表演： - 楊宗緯（晶晶/鄧麗君）。〈1969年台灣首部連續劇「晶晶」主題曲〉 - 楊宗緯（希望之鴿/趙詠華）。〈1990年連續劇「希望之鴿」主題曲〉 - 楊宗緯（上上籤/周華健）。〈1999年連續劇「花木蘭」片尾曲〉 - 楊宗緯（今夜留一點愛給我/甄秀珍）。〈1988年連續劇「情在天涯」片尾曲〉 - 楊宗緯（曾經太年輕/藍又時）。〈2006年連續劇「白色巨塔」片尾曲〉〈只出現在預告〉 - 本次評審：康康、張宇、黃韻玲、袁惟仁、鄭建國 - 比賽規則：為慶祝中視開台四十週年，星光大道特地邀請一到五班的選手參與盛會，今日比賽將延續上週賽制，採紅白對抗方式進行，兩隊依主題派出隊員應戰，累積分數較高的一隊，將可獲得十萬元服飾禮券。 - 兩隊隊員： - 白隊隊長安伯政〈一10〉。 - 白隊隊員：梁一貞〈四5〉、簡鳳君〈三4〉、黑角、徐詠琳〈五4〉、曾沛慈〈二6〉、孫自佑〈五1〉、周定緯〈一2〉、倪安東〈五PK魔王〉、許仁杰〈一7〉、吳勇濱〈四10〉、賴聖恩〈三5〉、Whatever B、魏如昀〈二8〉、曾梓淞〈五7〉、孫自佑〈五1〉、楊宗緯〈一6〉。 - 紅隊隊長林鴻鳴〈四3〉。 - 紅隊隊員：李宣榕〈一9〉、楊駿文〈五6〉、街頭酷、林芯儀〈三2〉、方宥心〈四1〉、李千娜〈二10〉、李宇〈五5〉、張心傑〈四2〉、潘裕文〈一3〉、葉瑋庭〈二3〉、Turn out、劉明湘〈五2〉、康禎庭〈四4〉、林宥嘉〈一1〉。 - 許仁杰（感恩的心/歐陽菲菲）20分〈1994年台灣首播日劇「阿信」主題曲〉PK方宥心（楚留香/羅文）18分。〈1982年台灣首播港劇「楚留香」主題曲〉 - 卡通節目： - 周定緯（科學小飛俠/中視大樂隊）21分。〈1977年卡通「科學小飛俠」主題曲〉 - 林鴻鳴（霹靂貓/中視大樂隊）21分。〈1986年卡通「霹靂貓」主題曲〉 - 費玉清的歌曲： - 吳勇濱（一翦梅/費玉清）18分。〈1984年連續劇「一剪梅」主題曲〉 - 潘裕文（晚安曲/費玉清）20分。〈1979-1987年中視收播歌曲〉 - 賴聖恩+Whatever B（高高在下/張衛健）20分〈2002年連續劇「齊天大聖孫悟空」片頭曲〉PK葉瑋庭+Turn out（別問我愛誰/彭佳慧）20分。〈2001年連續劇「多桑與紅玫瑰」片頭曲〉 - 魏如昀+曾梓淞（神雕俠侶/金佩珊+張勇強）19分〈1984年連續劇「神鵰俠侶」主題曲〉PK張心傑+劉明湘（回到過去/林芯儀+張震嶽）24分。〈2008年連續劇「光陰的故事」片尾曲〉 - 中場表演：張心傑+林芯儀（回到過去/林芯儀+張震嶽）。 - 歌中劇： - 一代皇后大玉兒之清宮稗史：20分 - 演員：徐詠琳飾演大玉兒、許仁杰飾演多爾袞、小白飾演小玉兒。 - 徐詠琳（笑擁江山夢/高勝美）。〈1992年連續劇「一代皇后大玉兒」片頭曲〉 - 許仁杰（相思比夢長/費玉清）。〈1992年連續劇「一代皇后大玉兒」片尾曲〉 - 一代歌后之月圓花好：20分 - 演員：康禎庭飾演周璇、楊駿文飾演嚴華哥。 - 康禎庭（鳳凰于飛/張惠妹）〈1987年連續劇「一代歌后」插曲〉 - 康禎庭+楊駿文（月圓花好/費玉清）。〈1987年連續劇「一代歌后」插曲〉 - 倪安東+林宥嘉（K歌之王/陳奕迅）+（你是我的眼/蕭煌奇）25分PK孫自佑+楊宗緯（聽說愛情回來過/林憶蓮）+（背叛/曹格）25分。 - 比賽結果：紅白兩隊平手。 |            |        |                                       |                                                                                                  |

※收視率資料來源：AGB尼爾森媒體研究、中時娛樂
- 8月14號停播，改播出《把愛傳出去》Live。

## 排名趨勢表

### 參賽者排名
| 排名 | 第7集㈠  | 第7集㈡  | 第8集    | 第9集    | 第10集   | 第11集   | 第12集   | 第13集   | 第14集   | 第15集   | 第16集   | 第18集   | 第19集   | 第20集    | 第21集   | 第22集   | 第23集   | 第24集㈠ | 第24集㈡ | 第25集㈠ | 第25集㈡ | 第26集   | 第27集㈠ | 第27集㈡ |
| ---- | -------- | -------- | -------- | -------- | -------- | -------- | -------- | -------- | -------- | -------- | -------- | -------- | -------- | --------- | -------- | -------- | -------- | -------- | -------- | -------- | -------- | -------- | -------- | -------- |
| 1.   | 孫自佑21 | 陳浩偉69 | 劉明湘18 | 劉明湘18 | 劉明湘20 | 徐詠琳17 | 劉明湘24 | 楊駿文21 | 劉明湘25 | 楊駿文20 | 孫自佑24 | 曾梓淞23 | 李宇22   | 孫自佑25  | 劉明湘21 | 徐詠琳21 | 孫自佑24 | 孫自佑20 | 孫自佑19 | 孫自佑22 | 孫自佑20 | 孫自佑23 | 孫自佑24 | 孫自佑21 |
| 2.   | 李宇19   | 楊駿文66 | 胡采書18 | 孫自佑17 | 吳薇20   | 李宇17   | 楊駿文24 | 徐詠琳19 | 梁曉珺20 | 胡采書20 | 李宇22   | 劉明湘21 | 林育澤21 | 劉明湘20  | 徐詠琳21 | 劉明湘20 | 李宇18   | 徐詠琳20 | 徐詠琳20 | 徐詠琳18 | 李宇22   | 李宇25   | 李宇20   | 劉明湘24 |
| 3.   | 徐詠琳19 | 吳薇66   | 林育澤18 | 胡采書17 | 曾梓淞19 | 王璿17   | 李宇21   | 孫自佑19 | 曾梓淞18 | 吳薇19   | 徐詠琳21 | 孫自佑21 | 孫自佑19 | 徐詠琳20  | 梁曉珺20 | 孫自佑20 | 楊駿文17 | 李宇17   | 李宇20   | 李宇18   | 徐詠琳18 | 徐詠琳22 | 徐詠琳23 | 梁曉珺22 |
| 4.   | 陳浩偉19 | 張豪65   | 孫自佑17 | 曾梓淞16 | 徐詠琳19 | 劉明湘16 | 林育澤21 | 吳薇16   | 林育澤18 | 梁曉珺18 | 劉明湘20 | 楊駿文21 | 楊駿文19 | 楊駿文 19 | 李宇18   | 李宇20   | 梁曉珺17 | 梁曉珺18 | 劉明湘19 | 梁曉珺20 | 梁曉珺18 | 梁曉珺18 | 梁曉珺22 | 徐詠琳20 |
| 5.   | 楊駿文18 | 梁曉珺64 | 曾梓淞17 | 陳浩偉16 | 孫自佑16 | 孫自佑16 | 鍾依芹21 | 胡采書16 | 楊駿文17 | 林育澤18 | 楊駿文19 | 梁曉珺19 | 徐詠琳19 | 李宇19    | 孫自佑17 | 梁曉珺19 | 劉明湘16 | 劉明湘17 | 梁曉珺15 | 劉明湘16 | 劉明湘15 | 劉明湘22 | 劉明湘18 | 李宇18   |
| 6.   | 林育澤18 | 孫自佑61 | 古孟17   | 徐詠琳15 | 胡采書16 | 梁曉珺16 | 林若盈21 | 梁曉珺16 | 吳薇17   | 劉明湘17 | 曾梓淞19 | 林育澤19 | 曾梓淞18 | 林育澤19  | 林育澤17 | 楊駿文17 | 徐詠琳16 | 楊駿文15 | 楊駿文17 | 楊駿文16 | 楊駿文15 | 楊駿文20 | 楊駿文18 |          |
| 7.   | 胡采書18 | 林育澤61 | 張祠毓15 | 梁曉珺15 | 林育澤16 | 林若盈16 | 徐詠琳19 | 劉明湘15 | 胡采書17 | 孫自佑17 | 陳浩偉18 | 李宇18   | 梁曉珺18 | 梁曉珺18  | 楊駿文15 | 曾梓淞17 |          |          |          |          |          |          |          |          |
| 8.   | 梁曉珺17 | 胡采書60 | 汪錫麟15 | 吳薇15   | 楊駿文15 | 曾梓淞15 | 曾梓淞17 | 曾梓淞15 | 陳浩偉17 | 李宇17   | 梁曉珺17 | 徐詠琳16 | 劉明湘17 | 曾梓淞16  | 曾梓淞15 |          |          |          |          |          |          |          |          |          |
| 9.   | 曾梓淞17 | 鍾依芹56 | 王姵樺15 | 李宇15   | 張祠毓15 | 吳薇15   | 孫自佑16 | 陳浩偉15 | 徐詠琳16 | 徐詠琳16 | 王璿17   | 胡采書15 | 王璿17   | 王璿15    |          |          |          |          |          |          |          |          |          |          |
| 10.  | 吳薇17   | 李宇54   | 徐詠琳15 | 楊駿文14 | 王璿15   | 王姵樺15 | 王姵樺16 | 鍾依芹15 | 孫自佑16 | 曾梓淞16 | 林育澤16 | 陳浩偉14 | 胡采書16 |           |          |          |          |          |          |          |          |          |          |          |
| 11.  | 張豪17   | 張祠毓54 | 吳薇15   | 古孟14   | 陳浩偉14 | 鍾依芹15 | 吳薇16   | 林若盈15 | 李宇16   | 陳浩偉16 | 胡采書15 | 王璿14   |          |           |          |          |          |          |          |          |          |          |          |          |
| 12.  | 吳心芸17 | 徐詠琳53 | 吳心芸15 | 鍾依芹14 | 李宇14   | 陳彥允15 | 梁曉珺16 | 林育澤14 | 王璿16   | 王璿16   | 吳薇15   |          |          |           |          |          |          |          |          |          |          |          |          |          |
| 13.  | 陳映璇17 | 王璿53   | 李宇15   | 林若盈14 | 王姵樺14 | 胡采書14 | 王璿16   | 李宇12   | 鍾依芹15 | 林若盈13 |          |          |          |           |          |          |          |          |          |          |          |          |          |          |
| 14.  | 陳芝薇17 | 吳心芸52 | 梁曉珺15 | 張豪13   | 梁曉珺13 | 張豪14   | 胡采書15 | 王璿12   | 林若盈15 |          |          |          |          |           |          |          |          |          |          |          |          |          |          |          |
| 15.  | 劉明湘16 | 古孟51   | 張豪15   | 汪錫麟13 | 古孟13   | 陳浩偉13 | 陳浩偉15 | 王姵樺11 |          |          |          |          |          |           |          |          |          |          |          |          |          |          |          |          |
| 16.  | 張祠毓16 | 汪錫麟50 | 陳浩偉14 | 王姵樺13 | 林若盈13 | 楊駿文13 |          |          |          |          |          |          |          |           |          |          |          |          |          |          |          |          |          |          |
| 17.  | 古孟16   | 曾梓淞48 | 鍾依芹14 | 陳映璇12 | 陳彥允12 | 林育澤12 |          |          |          |          |          |          |          |           |          |          |          |          |          |          |          |          |          |          |
| 18.  | 汪錫麟16 | 陳彥允43 | 陳芝薇14 | 林育澤11 | 汪錫麟11 | 張祠毓11 |          |          |          |          |          |          |          |           |          |          |          |          |          |          |          |          |          |          |
| 19.  | 鍾依芹15 | 陳映璇42 | 楊駿文11 | 張祠毓11 | 鍾依芹11 |          |          |          |          |          |          |          |          |           |          |          |          |          |          |          |          |          |          |          |
| 20.  | 王璿14   | 陳芝薇40 | 陳彥允11 | 陳彥允11 | 張豪10   |          |          |          |          |          |          |          |          |           |          |          |          |          |          |          |          |          |          |          |
| 21.  | 林若盈14 | 黃仰崙38 | 陳映璇11 | 吳心芸10 |          |          |          |          |          |          |          |          |          |           |          |          |          |          |          |          |          |          |          |          |
| 22.  | 李俊佑14 | 劉明湘37 | 林若盈9  | 王璿10   |          |          |          |          |          |          |          |          |          |           |          |          |          |          |          |          |          |          |          |          |
| 23.  | 楊家芸14 | 林若盈37 | 王璿9    |          |          |          |          |          |          |          |          |          |          |           |          |          |          |          |          |          |          |          |          |          |
| 24.  | 王姵樺13 | 王姵樺37 | 黃仰崙9  |          |          |          |          |          |          |          |          |          |          |           |          |          |          |          |          |          |          |          |          |          |
| 25.  | 陳彥允13 | 李俊佑32 |          |          |          |          |          |          |          |          |          |          |          |           |          |          |          |          |          |          |          |          |          |          |
| 26.  | 黃仰崙13 | 楊家芸28 |          |          |          |          |          |          |          |          |          |          |          |           |          |          |          |          |          |          |          |          |          |          |
| 27.  | 巴念祖12 | 譚羨波27 |          |          |          |          |          |          |          |          |          |          |          |           |          |          |          |          |          |          |          |          |          |          |
| 28.  | 尤佩珊12 | 蘇映陵26 |          |          |          |          |          |          |          |          |          |          |          |           |          |          |          |          |          |          |          |          |          |          |
| 29.  | 汪永俊10 | 汪永俊24 |          |          |          |          |          |          |          |          |          |          |          |           |          |          |          |          |          |          |          |          |          |          |
| 30.  | 譚羨波9  | 陳彧徵20 |          |          |          |          |          |          |          |          |          |          |          |           |          |          |          |          |          |          |          |          |          |          |
| 31.  | 蘇映陵9  | 巴念祖16 |          |          |          |          |          |          |          |          |          |          |          |           |          |          |          |          |          |          |          |          |          |          |
| 32.  | 陳彧徵8  | 尤佩珊12 |          |          |          |          |          |          |          |          |          |          |          |           |          |          |          |          |          |          |          |          |          |          |

※參賽者註記說明：
 　冠軍
 　亞軍
 　季軍
 　殿軍
 　第五名
 　第六名
 　本集最高分
 　25分（滿分）
 　20分或以上／60分或以上（第7集）
 　20分或以上但PK落敗
 　PK落敗／落入失敗區
 　落入失敗區，清唱PK救回
 　被淘汰
 　清唱PK落敗，被淘汰
 　退賽
 　票數最高的選手（第18集）
 　票數最低的前三名（第18集）
 　票數最低的前三名且被淘汰（第18集）
※排名次序說明：
如有兩位（或以上）參賽者在當日比賽獲得同分，會以下列規則定出排名次序：

a）計算全部比賽的分數總和，較高分者獲得較佳名次；前六強定出後只計算冠軍積分賽程的分數。若計算後仍然相同；

b）計算全部比賽的落入失敗區次數，落入失敗區次數較少者獲得較佳名次。若計算後仍然相同；

c）計算全部比賽的獲得25分(滿分)及20分(或以上)次數，獲得25分(滿分)及20分(或以上)次數較多者獲得較佳名次。若計算後仍然相同；

d）以當日比賽出場次序定出排名次序，先出場者獲得較佳名次。

### 踢館者排名
| 排名 | 第19集   | 第20集   | 第21集   | 第22集   | 第23集   |
| ---- | -------- | -------- | -------- | -------- | -------- |
| 1.   | 倪安東24 | 倪安東25 | 倪安東33 | 王儷婷23 | 倪安東24 |
| 2.   | 蔡艾珈22 | 蔡艾珈25 | 蔡艾珈22 | 倪安東20 | 王儷婷20 |
| 3.   | 王筱奇20 | 王順達18 | 王儷婷20 | 蔡艾珈19 | 蔡艾珈16 |
| 4.   | 黃智陽19 | 陳迪雅18 | 黃智陽19 | 徐正清17 | 鄭可為16 |
| 5.   | 陳迪雅19 | 黃智陽17 | 鄭可為16 | 王川17   | 黃智陽15 |
| 6.   | 連蕙君17 | 連蕙君17 | 王順達15 | 王順達15 | 連蕙君15 |
| 7.   | 彭順延16 | 鍾盛忠16 | 王川15   | 陳怡蒨15 |          |
| 8.   | 張韻姿15 | 王筱奇15 | 盧品學15 |          |          |
| 9.   | 李桀漢14 | 江逢時15 |          |          |          |
| 10.  | 李振綱14 |          |          |          |          |

※踢館者註記說明：
 　25分（滿分）
 　20分或以上
 　淘汰掉參賽者
 　踢館失敗

### 總決賽結果
總積分=(前五場積分賽積分+第一環節演唱分數)/7首x40%+冠軍賽第2環節演唱分數x40%+簡訊投票

簡訊投票：(個人得票數/總票數)x25分x20%

| 選手   | 第一環節(40%)                     | 第二環節(40%) | 簡訊投票(20%)  | 排名 | 總分    |
| ------ | --------------------------------- | ------------- | -------------- | ---- | ------- |
| 孫自佑 | 24+20+19+22+20+23+24=152 (8.6857) | 21 (8.4)      | 29042 (1.4926) | 1    | 18.5783 |
| 劉明湘 | 16+17+19+16+15+22+18=123 (7.0286) | 24 (9.6)      | 15132 (0.7777) | 2    | 17.4063 |
| 梁曉珺 | 17+18+15+20+18+18+22=128 (7.3143) | 22 (8.8)      | 11770 (0.6049) | 3    | 16.7192 |
| 徐詠琳 | 16+20+20+18+18+22+23=137 (7.8286) | 20 (8.0)      | 11070 (0.5689) | 4    | 16.3975 |
| 李宇   | 18+17+20+18+22+25+20=140 (8.0000) | 18 (7.2)      | 16014 (0.8230) | 5    | 16.0230 |
| 楊駿文 | 17+15+17+16+15+20+18=118          | --            | 14257          | 6    |         |
| 總票數 |                                   |               | 97285          |      |         |

### 排名
| 排名 | 參賽者 （最高分） |
| ---- | ----------------- |
| 1    | 孫自佑25          |
| 2    | 劉明湘25          |
| 3    | 梁曉珺22          |
| 4    | 徐詠琳23          |
| 5    | 李宇25            |
| 6    | 楊駿文24          |
| 7    | 曾梓淞23          |
| 8    | 林育澤21          |
| 9    | 王璿17            |
| 10   | 胡采書20          |
| 11   | 陳浩偉19          |
| 12   | 吳薇20            |
| 13   | 林若盈21          |
| 14   | 鍾依芹21          |
| 15   | 王姵樺16          |
| 16   | 陳彥允15          |
| 17   | 張豪17            |
| 18   | 張祠毓16          |
| 19   | 古孟17            |
| 20   | 汪錫麟16          |
| 21   | 吳心芸17          |
| 22   | 陳映璇17          |
| 23   | 陳芝薇17          |
| 24   | 黃仰崙13          |
| 25   | 李俊佑14          |
| 26   | 楊家芸14          |
| 27   | 尤珮珊12          |
| 28   | 巴念祖12          |
| 29   | 汪永俊10          |
| 30   | 譚羨波9           |
| 31   | 蘇映陵9           |
| 32   | 陳彧徵8           |

※參賽者註記說明：
 　無失敗並曾拿過滿分
 　曾拿過滿分
 　曾拿過20分

## 製作團隊
- 監製：彭澤惠
- 編審：洪東華、程芳倩
- 製作人：王偉忠、詹仁雄
- 執行製作人：劉安華、汪雅筑
- 執行製作：黃鴻達
- 製作群：鄧郁馨、王冠云、呂宛諭、林賀萍、曾昱章、席榮位、林仕傑、張家鳴、呂宛蓉、林偉桓、陳樂支、吳昇峰
- 音樂設計：劉敏宏
- 梳化造型：亞萱造型學院（廖淑珮）
- 服裝：星型象工作室（Ian)
- LED:東瀚
- 燈光：神翼
- 音響：聯立
- 舞台：雙鶴
- 工程統籌：王光武
- 技術指導：陳茂營、徐啟雄
- 視訊：陳恆泰
- 攝影：周亮宇、侯昆璋、廖晟植、黃弘琦、簡文彬、郭憲凱
- 燈光：吳玉麟、陳彥甫、林志憲
- 成音：林庭芳、董國華
- 剪輯：亂碼數位剪輯（林聖量）
- 動畫：Bounce 比爾賈
- 旁白：于正昌
- 現場動畫：吳秉諭、劉書吟、曲獻珠
- 美術指導：嚴婉君
- 現場指導：陳振閣、賴宣甫
- 助理導播：孫怡芬、鍾宜瑩、齊子槥、張家瑜
- 導播：楊少驊、傅慧芬
- 製作公司：金星娛樂
- 監製公司：中國電視公司

## 外部連結
- 第五屆《超級星光大道》官方部落格 （页面存档备份，存于）
- 中視《超級星光大道》官方網站
- 第五屆《超級星光大道》新聞專輯 （页面存档备份，存于）